# جامعة شقراء
جامعة شقراء جامعة حكومية سعودية أنشئت عام 2009م، وتقع في محافظة شقراء بالمملكة العربية السعودية، وهي تحت إشراف وزارة التعليم.

## الجامعة ونشأتها
تعد جامعة شقراء من أحدث الجامعات السعودية التي صدر القرار السامي الملكي بإنشائها، حيث صدر المرسوم الملكي الكريم رقم (7305/ م ب وتاريخ 3/9/1430هـ) بإنشاء جامعة شقراء.
يقع المقر الرئيس للجامعة في مدينة شقراء، وتضم الجامعة حالياً 21 كلية موزعة في عدة محافظات ومراكز وهي: شقراء، والدوادمي، والقويعية، وعفيف، وساجر، وضرماء، والمزاحمية، وثادق، والمحمل.
وتضم هذه الكليات العديد من الأقسام الأكاديمية، التي تمنح مختلف الدرجات العلمية في التعليم العالي للتخصصات النظرية والتطبيقية والهندسية والطبية والتقنية، وتشمل تلك الدرجات الدبلوم، والبكالوريوس، والماجستير،  وتبلغ مساحة الحرم الجامعي للمدينة الجامعية (13 مليون و707 ألف و436 متراً مربعاً)
وقد بلغ عدد طلبة الجامعة 28112 ألف طالب وطالبة، وبلغ عدد أعضاء هيئة التدريس ومن في حكمهم 1408 عضواً، وبلغ عدد الموظفين  927  موظفاً وموظفة.

## رؤية الجامعة
تعليم متميز، بحث علمي مؤثر، مجتمع حيوي.

## رسالة الجامعة
بناء كفاءات متخصصة ومميزة تواكب متغيرات سوق العمل، من خلال برامج تعليمية تنافسية، وكوادر مؤهلة، في بيئة أكاديمية وبحثية جاذبة، وأنظمة فاعلة، وشراكات مجتمعية مثمرة.

## قيم الجامعة
- عمل مؤسسي محوكم.
- التعليم المستمر.
- العمل الجماعي والمشاركة
- الجودة والتميز.
- الولاء المؤسسي.[7]

## المحاور الاستراتيجية
- الإدارة الرشيدة.
- المكانة والتميز.
- جودة الحياة الجامعية.[7]

## الأهداف الاستراتيجية العامة
1. رفع كفاءة وفاعلية البيئة التنظيمية والإدارية والمالية.
2. لارتقاء بكفاءة وفعالية الموارد البشرية الاكاديمية والإدارية.
3. تحقيق مخرجات تعليمية تنافسية تواكب متغيرات سوق العمل.
4. تقديم بحث علمي يواكب الأولويات التنموية والمجتمعية.
5. تعزيز الشراكة مع المجتمع والمساهمة الفعالة في تنميته وخدمته.
6. تحسين البنى التحتية والخدمات المساندة.[7]

## كليات الجامعة
محافظة شقراء
- كلية العلوم والدراسات الإنسانية
- كلية التربية
- كلية العلوم الطبية التطبيقية
- كلية الطب
- كلية الحاسب الآلي وتقنية المعلومات
- الكلية التطبيقية

محافظة الدوادمي
- كلية العلوم والدراسات الإنسانية
- كلية التربية
- كلية الطب
- كلية العلوم الطبية التطبيقية
- كلية الهندسة
- كلية الصيدلة
- فرع الكلية التطبيقية

محافظة عفيف
- كلية العلوم والدراسات الإنسانية
- كلية إدارة الأعمال

محافظة القويعية                
- كلية العلوم والدراسات الإنسانية
- كلية العلوم الطبية التطبيقية
- فرع الكلية التطبيقية

محافظة ثادق                  
- كلية العلوم والدراسات الإنسانية

محافظة المزاحمية                  
- كلية التربية

محافظة ضرماء                  
- كلية التربية

مركز ساجر
- كلية العلوم والآداب

## رؤساء جامعة شقراء
| الرئيس                    | الفترة                            | المصدر |
| ------------------------- | --------------------------------- | ------ |
| علي بن محمد السيف         | 24 أكتوبر 2023م - إلى الآن        | [ 8 ]  |
| عبد العزيز السياري (مكلف) | 17 سبتمبر 2023م - 24 أكتوبر 2023م | [ 9 ]  |
| علي بن محمد السيف         | 21 أكتوبر 2020م - 17 سبتمبر 2023م | [ 10 ] |
| عوض بن خزيم الأسمري       | 31 أكتوبر 2016م - 20 أكتوبر 2020م | [ 11 ] |
| عدنان بن عبد الله الشيحة  | سبتمبر 2015 - 30 أكتوبر 2016م     | [ 12 ] |

## وصلات خارجية
- موقع الجامعة الرسمي
- الخدمات الإلكترونية للطلاب والطالبات